# Бороже
Бороже (фр. Bosroger) насеље је и општина у централној Француској у региону Лимузен, у департману Крез која припада префектури Обисон.
По подацима из 2011. године у општини је живело 113 становника, а густина насељености је износила 14,95 становника/km². Општина се простире на површини од 7,56 km². Налази се на средњој надморској висини од 625 метара (максималној 663 m, а минималној 515 m).

## Демографија
| 1962. | 1968. | 1975. | 1982. | 1990. | 1999. | 2011. |
| ----- | ----- | ----- | ----- | ----- | ----- | ----- |
| 105   | 114   | 101   | 98    | 80    | 76    | 113   |

График промене броја становника у току последњих година